# گل ساعت (فیلم ۱۹۳۰)
گل ساعت (انگلیسی: Passion Flower) فیلمی در ژانر رمانتیک به کارگردانی ویلیام سی. دومیل است که در سال ۱۹۳۰ منتشر شد. از بازیگران آن می‌توان به کی فرانسیس، چارلز بیکفورد، زیسو پیتس، کی جانسون، وینتر هال و لوئیس استون اشاره کرد.